# Georg Bonne

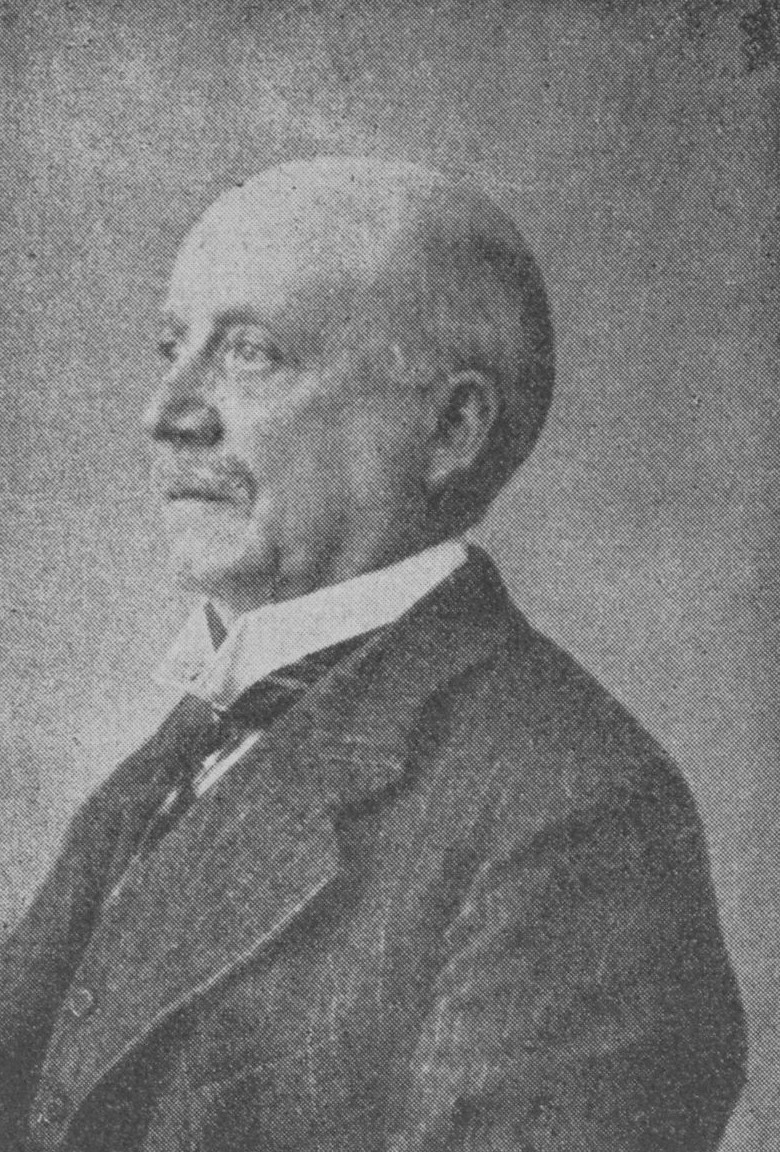
Georg Bonne, um 1928

Georg Bonne (* 12. August 1859 in Hamburg; † 1. Mai 1945 ebenda) war ein deutscher Arzt. 

## Leben
Bonne wurde 1884 an der Universität Göttingen mit der Arbeit Ein Beitrag zur Kenntniss der Thrombosen der Vena lienalis promoviert. Während des Ersten Weltkrieges veröffentlichte er die Schrift Heimstätten für unsere Helden! (1915) mit der Berufsbezeichnung Sanitätsrat und Stabsarzt der Reserve, in der Publikation Die Bodenbesitzreform (1928) bezeichnete er sich als Generaloberarzt der Reserve.

## Sozialpolitisches Wirken
1897 trat Bonne den Guttemplern bei und veröffentlichte zahlreiche Schriften und Aufsätze, u. a. zum Thema „Alkohol als soziales Gift“. Er engagierte sich noch in zahlreichen weiteren sozialen Fragen, so zum Beispiel mit der Gründung des Bauvereins der Elbgemeinden für die Schaffung von Wohnraum im Grünen für Arbeiterfamilien im Hamburger Stadtteil Nienstedten. Bereits 1901 forderte er in der Publikation Die Notwendigkeit der Reinhaltung der deutschen Gewässer, dass Abwässer der Haushalte und vor allem der Industrie nicht ungeklärt in die Gewässer eingeleitet werden dürften, und veröffentlichte 1902 ein Neue Untersuchungen und Beobachtungen über die zunehmende Verunreinigung der Unterelbe betiteltes Gutachten zwecks Beschwerde der an der Elbe liegenden Gemeinden bei der preußischen und hamburgischen Regierung sowie dem Reichsgesundheitsamt.

## Verfechter völkischer und antisemitischer Positionen
Die Benennung öffentlichen Raums nach Bonne war spätestens seit 1995 umstritten, da er auch antisemitische Schriften veröffentlichte (u. a. „Der ewige Jude. Eine Menschheitstragödie“, 1942). In Hamburg endete der Streit zunächst mit einem „Kompromiss“. Der Senat beschloss 1997, dass ein Teil der Straße ihren Namen beibehalten, ein zweites Stück „Am Internationalen Seegerichtshof“ heißen und ein dritter Abschnitt in „Christian-F.-Hansen-Straße“ umbenannt werden sollte. 2017 hatte dann der Abschlussbericht einer wissenschaftlichen Untersuchung zur NS-Belastung von Straßennamen im Auftrag des Staatsarchivs Hamburg zusammengefasst: Georg Bonne sei seit den 1890er Jahren Vertreter einer völkischen Strömung in den Lebens- und Wohnungsreformbewegungen gewesen. Mit seinen Werken habe er dazu beigetragen, ein geistiges Klima zu schaffen, das die Durchsetzung der völkischen und antisemitischen Ideen des Nationalsozialismus begünstigte. Bonne habe die NS-Bewegung spätestens seit 1931 begrüßt und Adolf Hitler bewundert. Zum 1. Mai 1933 trat er der NSDAP bei (Mitgliedsnummer 3.547.840). In den folgenden Jahren habe er sich vielfach positiv auf den Nationalsozialismus oder Elemente der NS-Ideologie bezogen. Parallel zum Beginn des Holocaust habe er ein Schauspiel veröffentlicht, das voll von antisemitischer Hetze und judenfeindlichen Stereotypen war. Auch wenn sein Eigensinn – etwa in der Frage von Eugenik und Euthanasie – durchaus zu Konflikten mit Regimevertretern geführt habe und der Vertrieb einzelner seiner Schriften verboten wurde, lasse sich Georg Bonne als extremer Verfechter völkischer und antisemitischer Positionen charakterisieren. Die Bezirksversammlung Altona beschloss daher im Februar 2020, nun auch den verbliebenen Teil der Georg-Bonne-Straße in Hamburg-Nienstedten und den Bonnepark in Hamburg-Bahrenfeld umzubenennen. In Adendorf wurde im Dezember 2020 die Umbenennung beschlossen. Der Hamburger Senat beschloss im August 2021 die Umbenennung der Georg-Bonne-Straße und Bonnepark in Sophie-Rahel-Jansen-Straße und Goldschmidtpark.

## Gedenken
Bisher trägt eine Guttempler-Gemeinschaft in Altona weiterhin Bonnes Namen.

## Ehrungen
Im Jahr 1927 wurde er zum Mitglied der Gelehrtenakademie Leopoldina gewählt.